# 玩具總動員酒店
玩具總動員酒店（英語：Toy Story Hotel）是以皮克斯《玩具總動員》系列電影為主題的迪士尼酒店。第一間位於上海迪士尼度假區，2016年開業。第二間位於東京迪士尼度假區，已於2022年4月5日開業。

## 上海玩具總動員酒店

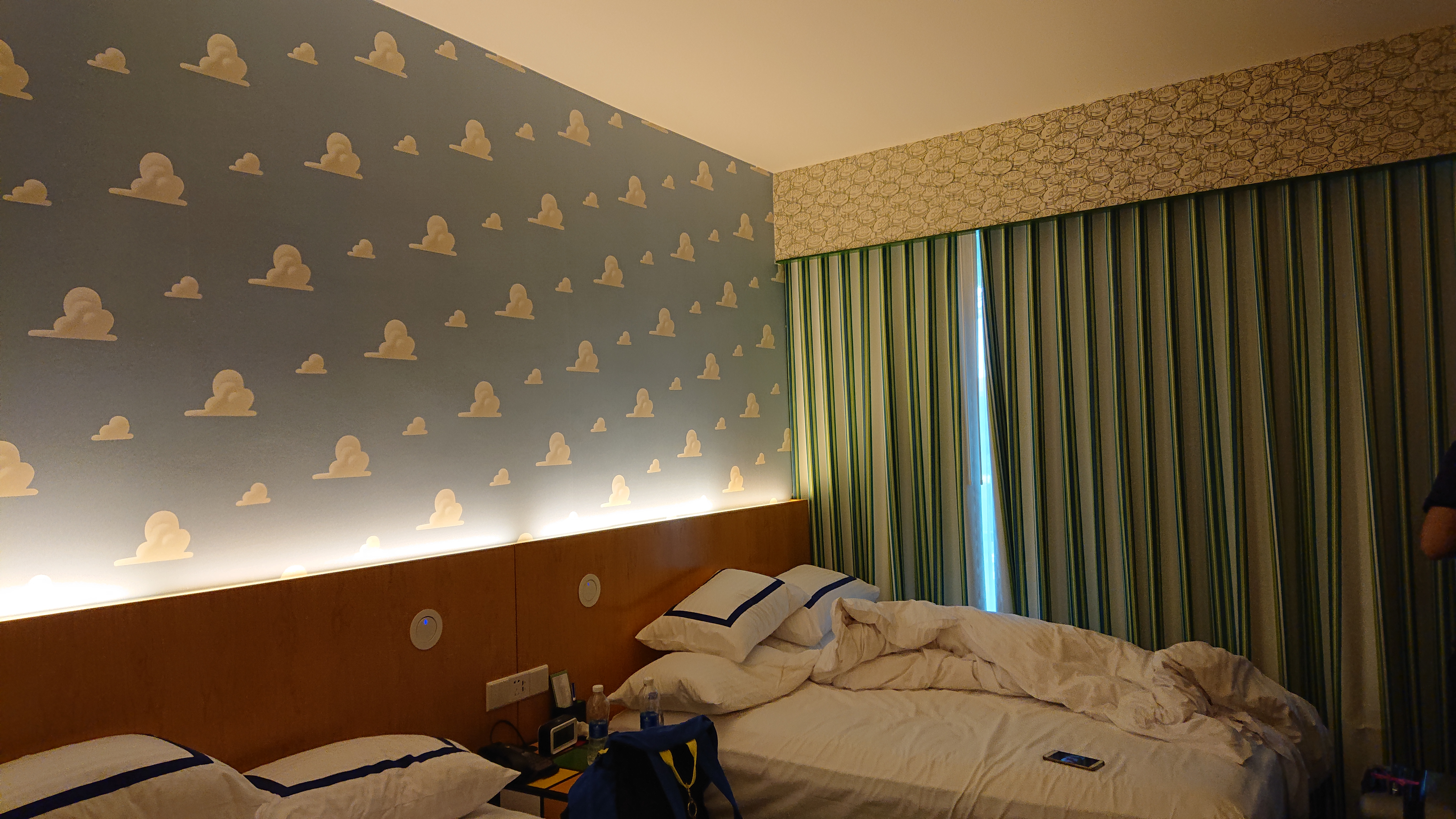
上海玩具總動員酒店的客房

上海玩具總動員酒店是上海迪士尼度假區內的一間四星級酒店，於2016年6月16日與上海迪士尼度假區同時開業，是全球第一間以「玩具總動員」系列為主題的迪士尼酒店。位於中華人民共和國上海市浦東新區川沙新鎮申迪西路360號。酒店建築主題呈無限號（∞）形狀，分為2個主題區域：胡迪牛仔主題區及巴斯光年主題區，共設有800間客房。經營者:上海申迪集團。網站:上海玩具總動員酒店 （页面存档备份，存于）

### 庭園

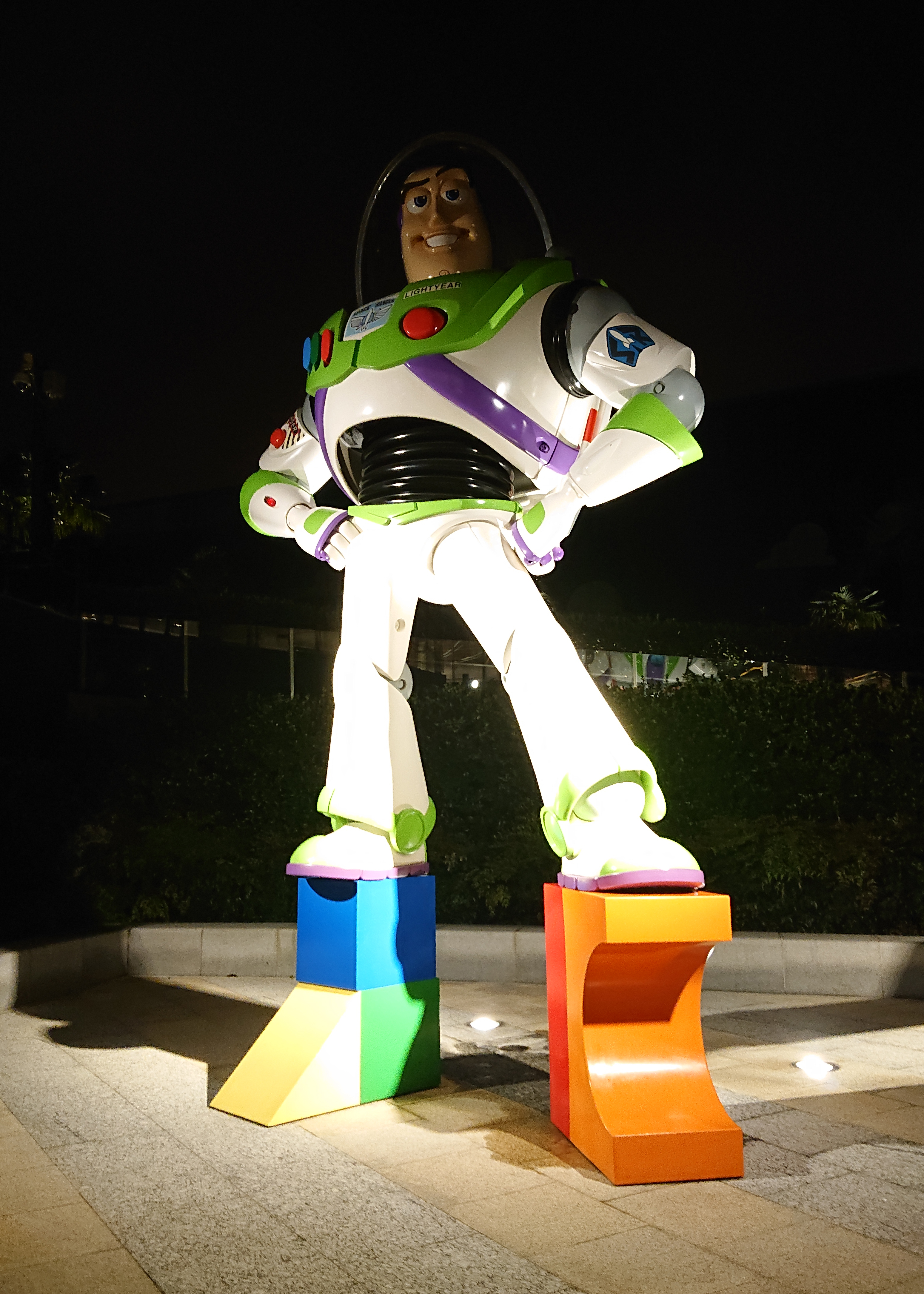
上海玩具總動員酒店的巴斯光年雕像

胡迪牛仔主題區的「胡迪牛仔苑」設有胡迪與小馬紅心的巨型雕像，而巴斯光年主題區的「巴斯光年苑」則設有巴斯光年的巨型雕像。

### 餐飲
酒店設有兩間餐廳：「陽光食匯」及「陽光簡餐」，也提供房間送餐服務。

## 東京玩具總動員酒店
東京迪士尼度假區玩具總動員飯店（簡稱東京玩具總動員酒店）是第二間，位於千葉縣浦安市舞濱，開業已於2022年4月5日。共設有595間客房。經營者:Oriental Land。網站:官方網站 （页面存档备份，存于）。